# Khổng lâm
Khổng lâm (tiếng Trung: 孔林; bính âm: Kǒng lín; nghĩa đen 'Rừng (mộ bia) nhà họ Khổng') là nghĩa trang của gia tộc họ Khổng (hậu duệ Khổng Tử) nằm ở quê hương của Khổng Tử ở Khúc Phụ, tỉnh Sơn Đông, Trung Quốc. Đây là nơi mà Khổng Tử cùng một số đệ tử và hàng ngàn con cháu họ Khổng đã an nghỉ.
Năm 1994, Khổng Lâm đã trở thành một phần của Di sản thế giới được UNESCO công nhận với tên gọi "Khổng miếu, Khổng lâm, Khổng phủ Khúc Phụ". Di sản này ngoài Khổng lâm còn có Đền Khổng Tử ở Khúc Phụ là nơi tưởng niệm ông và Khổng phủ là nơi cư trú lịch sử của nhiều thế hệ của con cháu họ Khổng. Ba địa điểm này được biết đến ở Khúc Phụ là Tam Khổng (三孔) là ba địa điểm Nho giáo nổi tiếng.

## Lịch sử
Công việc xây dựng bắt đầu vào năm 1331 với bức tường và phần cổng nghĩa trang. Tổng cộng nó đã trải qua 13 lần tu bổ và mở rộng. Đến thế kỷ XVIII, bức tường nghĩa trang có chu vi lên tới 7,5 km bao quanh diện tích 3,6 km vuông. Trong khoảng không gian này là mộ của hơn 100.000 con cháu Khổng Tử đã được chôn cất trong suốt 2000 năm lịch sử. Các ngôi mộ xưa nhất có niên đại từ thời nhà Chu trong khi gần đây nhất là đời con cháu thế hệ thứ 76 và 78 họ Khổng.
Tháng 11 năm 1966, nghĩa trang đã bị thiệt hại nghiêm trọng trong cuộc Cách mạng Văn hóa bởi những Hồng vệ binh của Đại học Sư phạm Bắc Kinh. Và thi hài của Diễn Thánh Công thế hệ 76 đã bị đào lên và treo lên trên cây nhằm thực hiện chiến dịch Phá tứ cựu của cuộc Cách mạng Văn hóa.

## Mô tả
Nghĩa trang nằm ở phía bắc thành phố Khúc Phụ, về phía bắc của Khổng phủ và Khổng miếu khoảng 2 km và cách Nhan miếu (đền thờ Nhan Hồi, một môn đệ của Khổng Tử) 1,5 km. Trục của nghĩa trang theo hướng bắc nam với hai tháp và cổng phía bắc. Một con đường dài 1266 mét như là một đại lộ chính được trang trí bởi "Vạn cổ trường xuân" cùng những hàng thông trước khi đến cổng chính ở phía nam nghĩa trang.
Nghĩa trang có diện tích 183,33 ha với bức tường bao quanh có chu vi 5.591 mét. Ngôi mộ cổ nhất có từ thời nhà Chu. Ngôi mộ nguyên thủy được dựng lên ở đây để tưởng nhớ Khổng Tử có hình dạng một cái rìu ngày nay là một ngọn đồi hình nón. Các lăng mộ của hậu duệ Khổng Tử sau đó lần được xây dựng xung quanh ngôi mộ Khổng Tử. Kể từ khi con cháu Khổng Tử được trao danh hiệu quý tộc (Diễn Thánh Công) thì nhiều ngôi mộ đã có biểu tượng quý tộc trong suốt triều đại nhà Hán. Ngày nay có hơn 3000 phiến đá (chủ yếu là bia mộ) có niên đại từ thời các đế quốc Trung Hoa, trong đó 22 từ thời nhà Tống, 6 thời nhà Kim, 45 thời nhà Nguyên, 506 thời nhà Minh và 2626 thời nhà Thanh vẫn còn trong nghĩa trang. Ngoài ra là 568 phiến đá có từ thời Trung Hoa Dân Quốc và 50 từ thời hiện đại (từ 1949 đến nay) trong khi 180 phiến đá còn lại không thể xác định được tuổi. Tổng cộng tại đây có 4003 phiến đá.
Các ngôi mộ thời nhà Minh được tìm thấy chủ yếu ở phía tây nghĩa trang trong khi thời nhà Thanh được tìm thấy ở phía đông. Đáng chú ý nhất là các ngôi mộ ở phía tây (tây bắc lăng mộ Khổng Tử), nơi có những ngôi mộ thế hệ 55 đến thế hệ thứ 64. Các lăng một tại đây được sắp xếp theo thứ tự thời gian theo hàng từ nam ra bắc, trong mỗi hàng lại theo thứ tự đông sang tây. Mỗi người thể hiện một tinh thần riêng thể hiện qua các tác phẩm điêu khắc bao gồm ba cặp động vật (chủ yếu là mèo, cừu, ngựa), một tượng đài, một bia mộ đá trên lưng rùa, hai người canh giữ cùng với bia đá khác đặt trước nấm mồ đất nơi có thi hài của người được chôn cất. Nghĩa trang có tới hơn 10.000 cây khiến cho nó có dáng vẻ của một khu rừng.

## Hình ảnh

Các lăng mộ thời Nhà Minh
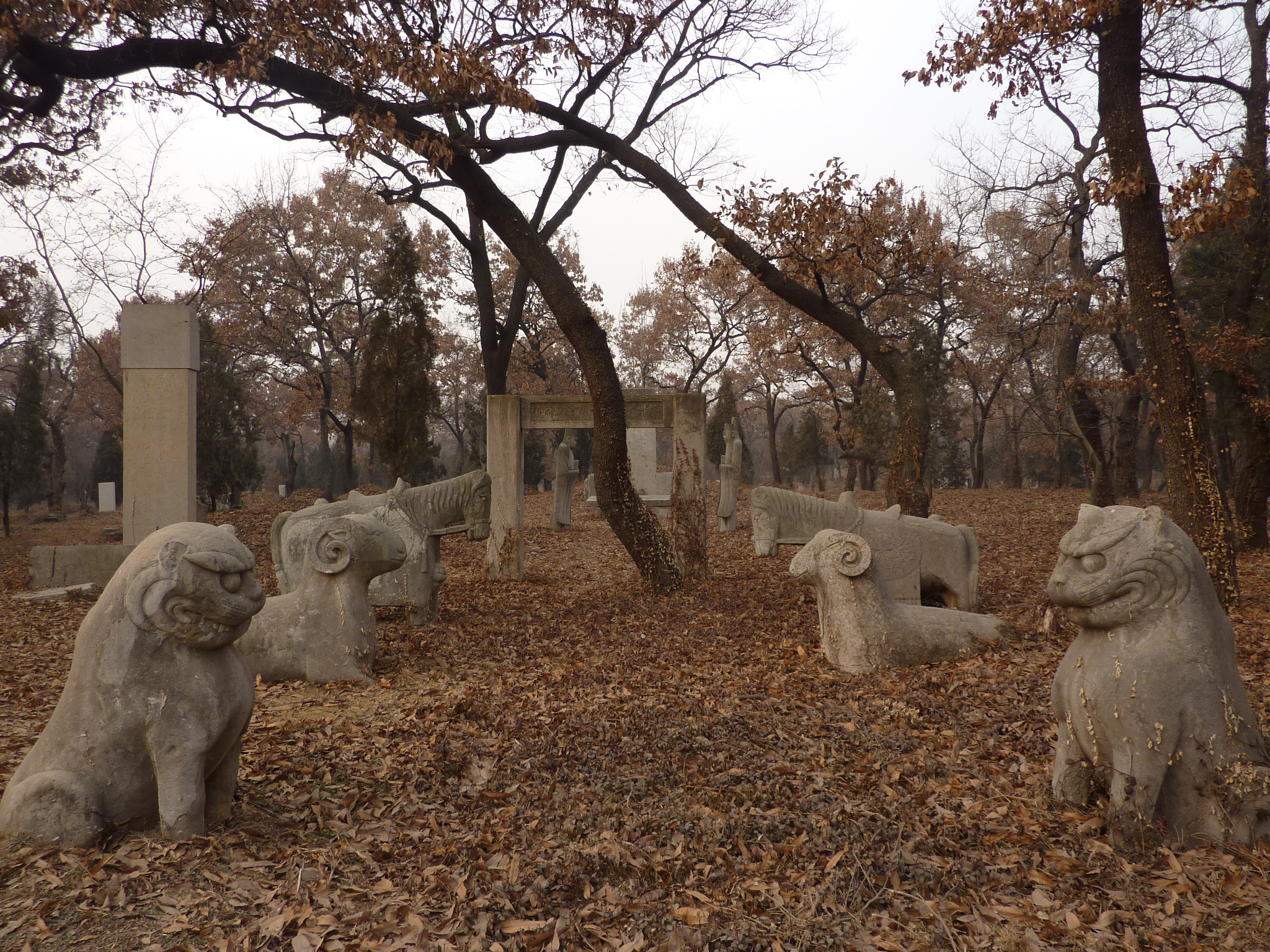
Thế hệ 63
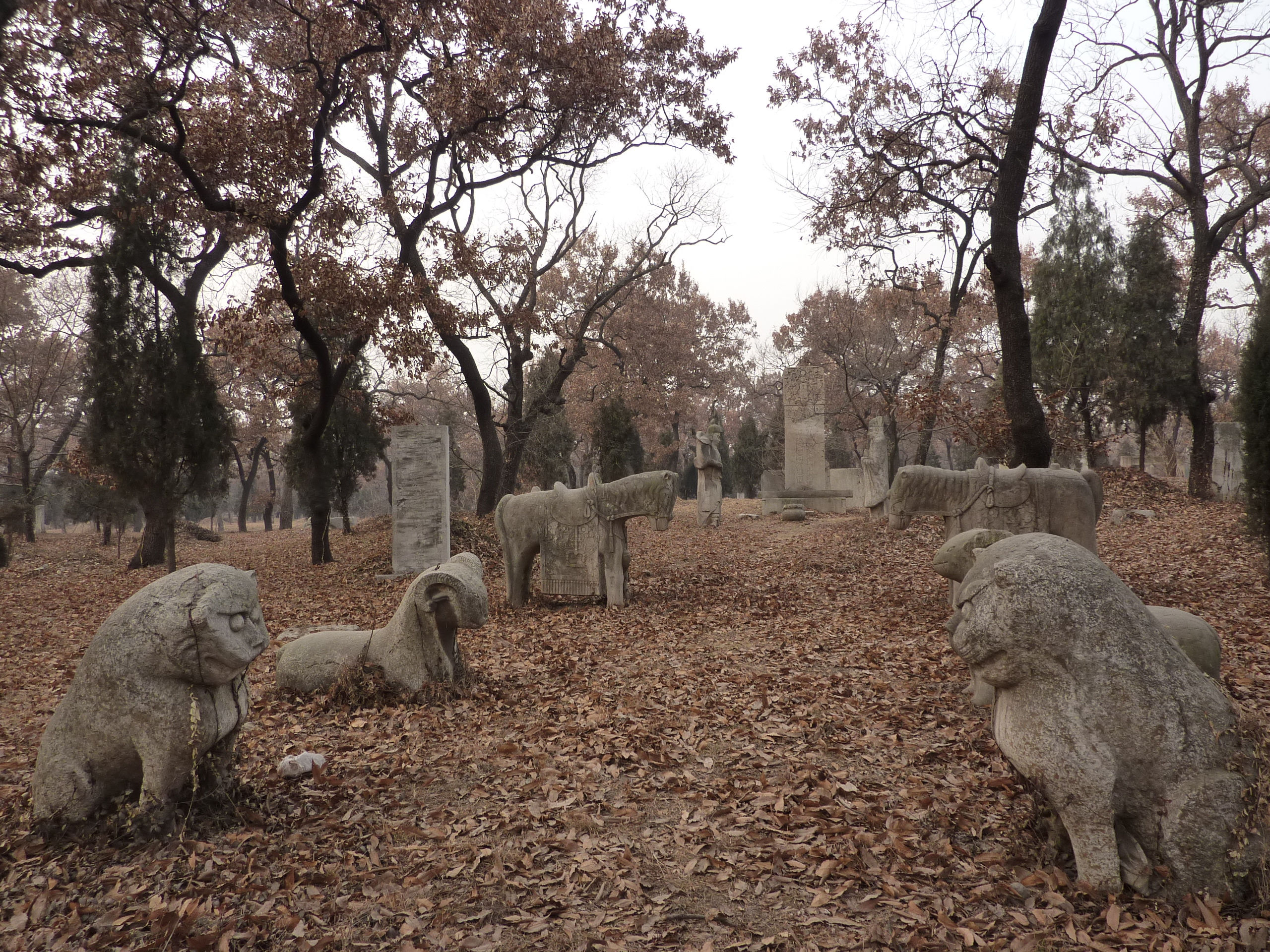
Thế hệ 64
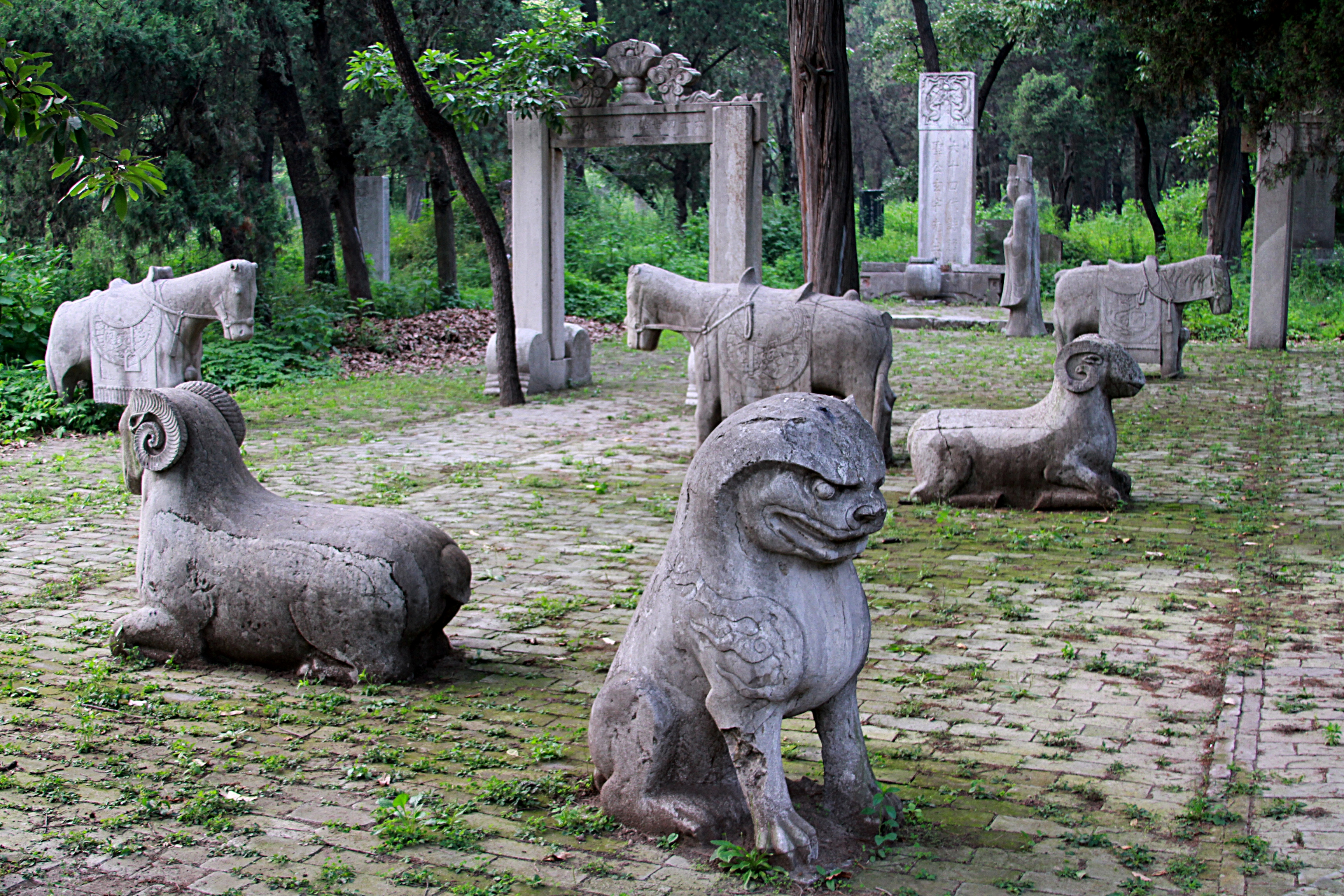
Thế hệ 63

Các lăng mộ thời Nhà Thanh
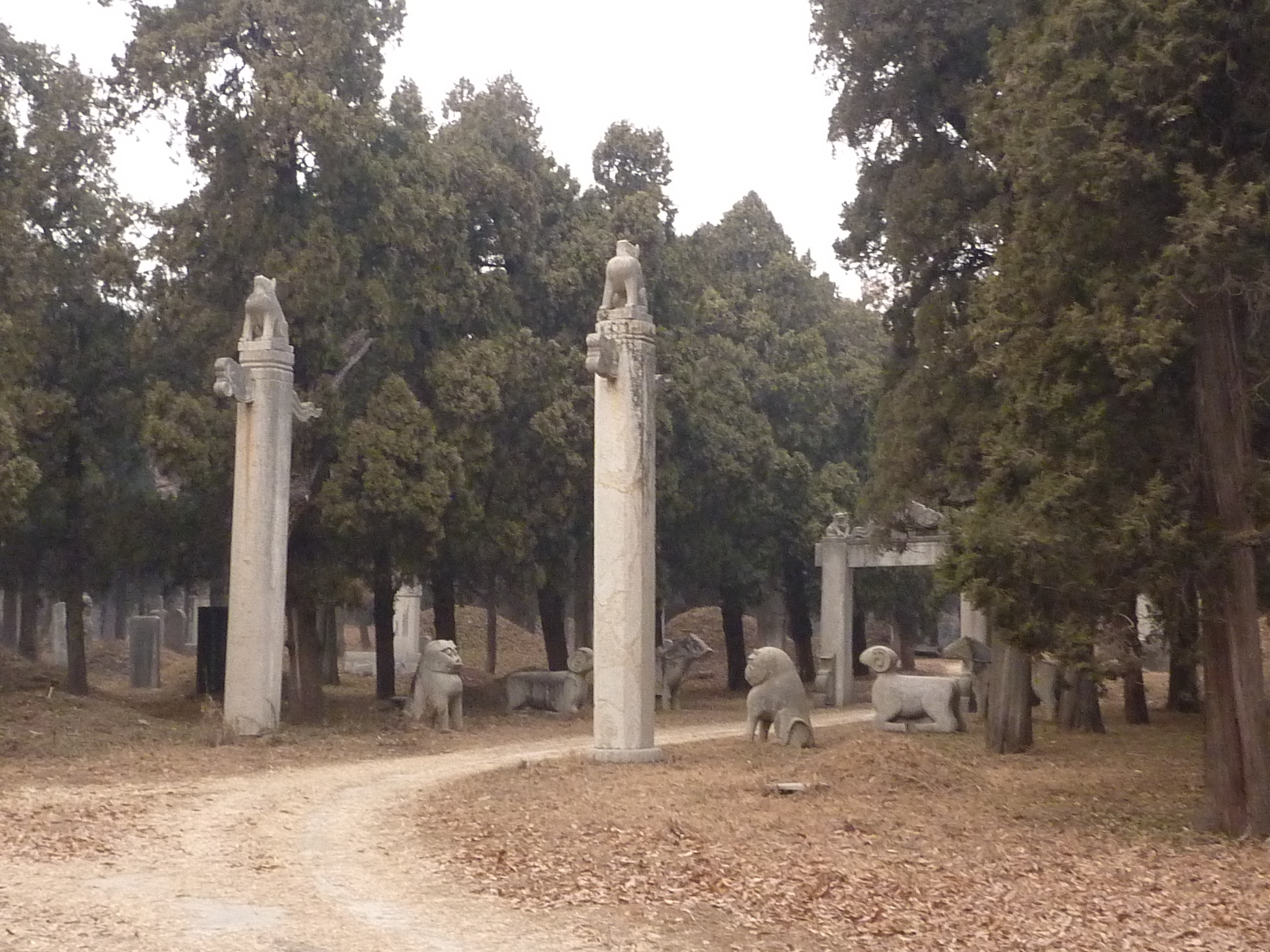
Thế hệ 67
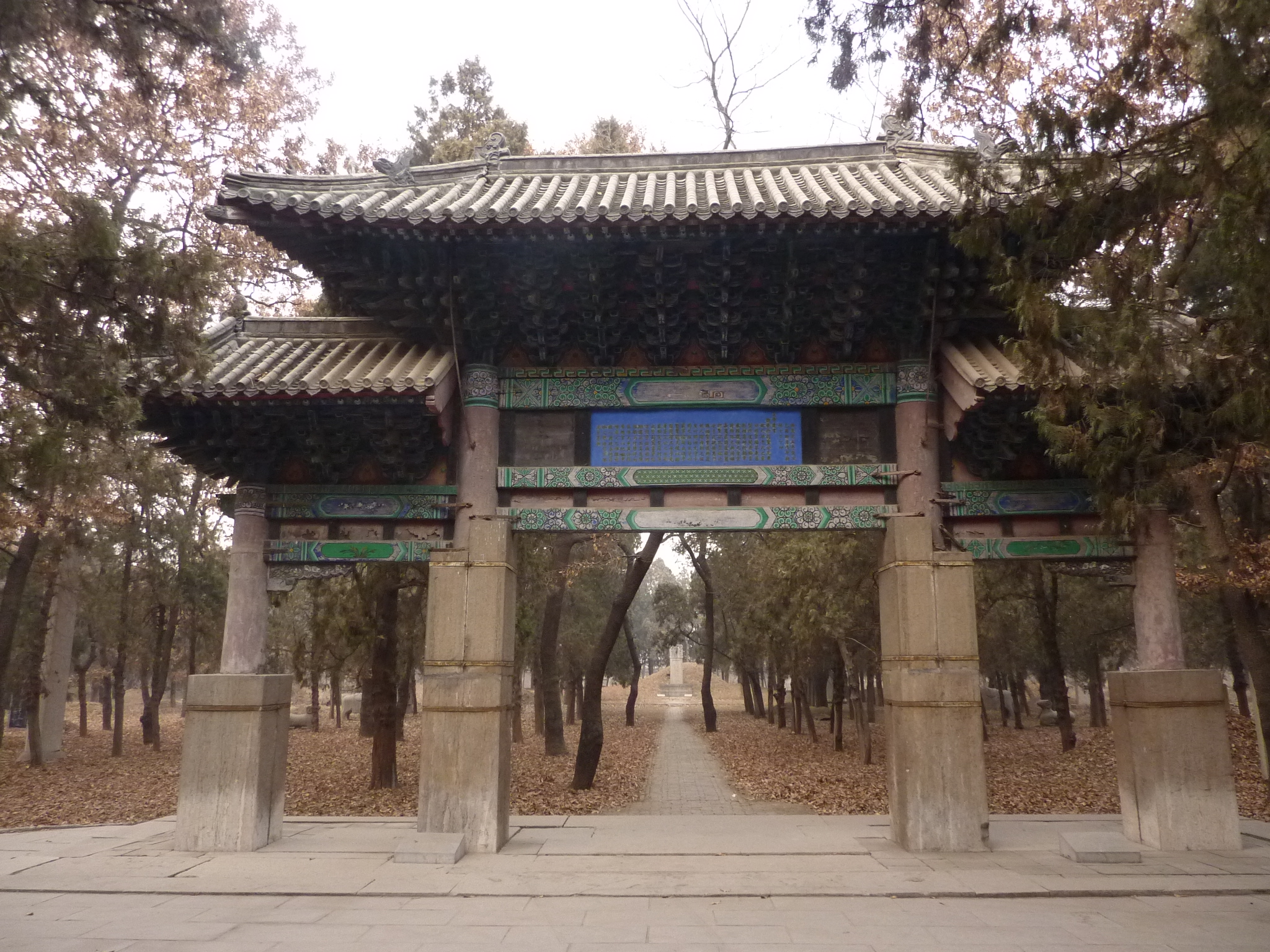
Thế hệ 72
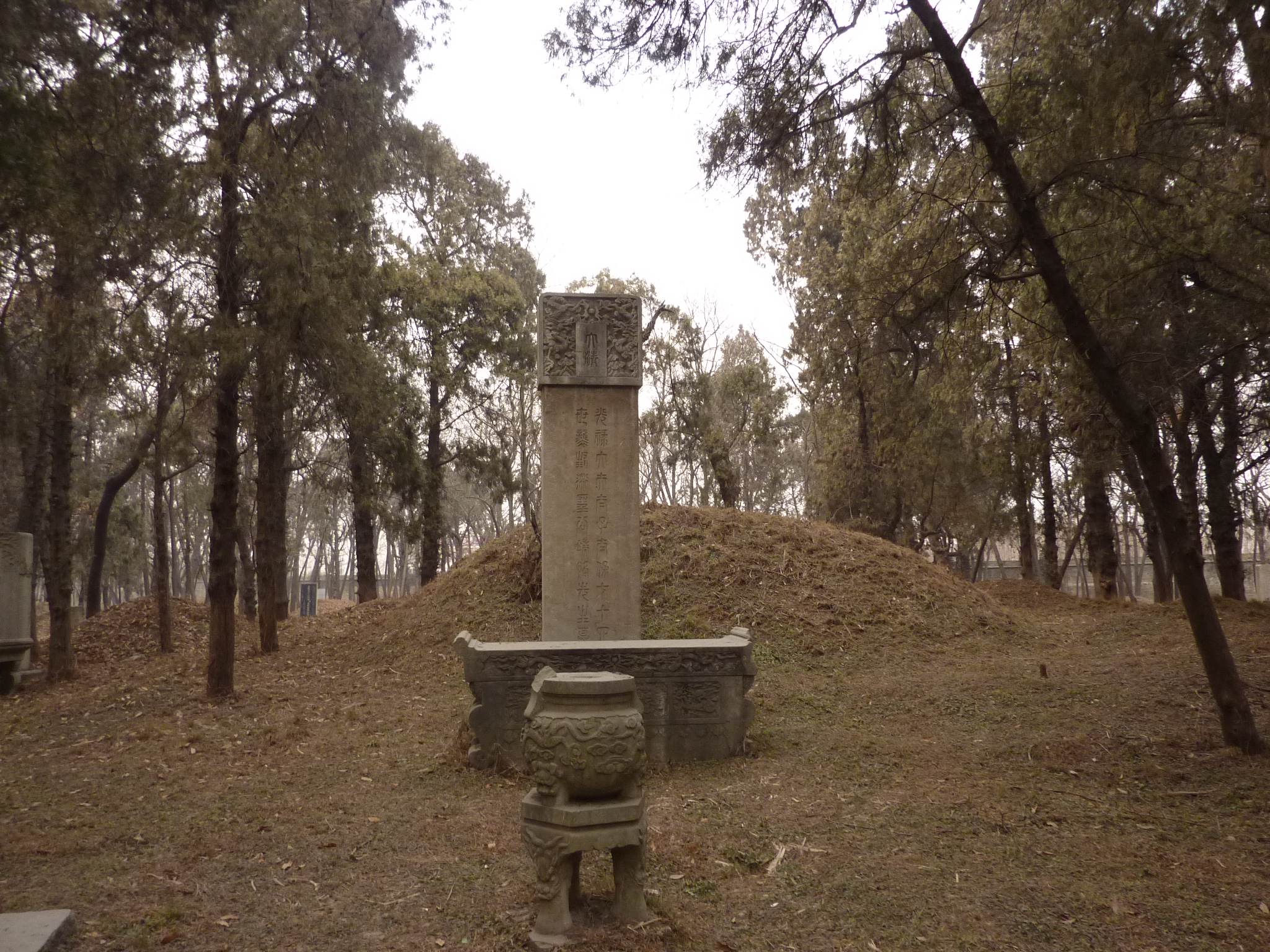
Thế hệ 74